# Lev
Lev pustinný (Panthera leo) je savec čeledi kočkovitých a jeden z pěti druhů velkých koček rodu Panthera. Lev je po tygrovi druhá největší kočkovitá šelma. U lvů se projevuje výrazný pohlavní dimorfismus, hlavním a určujícím rysem lvích samců je jejich hříva. Samci váží 150–250 kg a samice 90–165 kg. V divočině se lvi dožívají 10–14 let, kdežto v zajetí se mohou dožít i věku 20 let. Dříve se lvi vyskytovali v celé Africe, ve velké části Asie, v Evropě a dokonce i v Americe, dnes se vyskytují pouze v Africe a v nevelké části Indie. Jsou to společenská zvířata a loví ve smečkách. Jejich nejčastější kořistí jsou velcí savci, především kopytníci. Mezinárodní svaz ochrany přírody hodnotí lva jako zranitelný druh.

## Populace a rozšíření

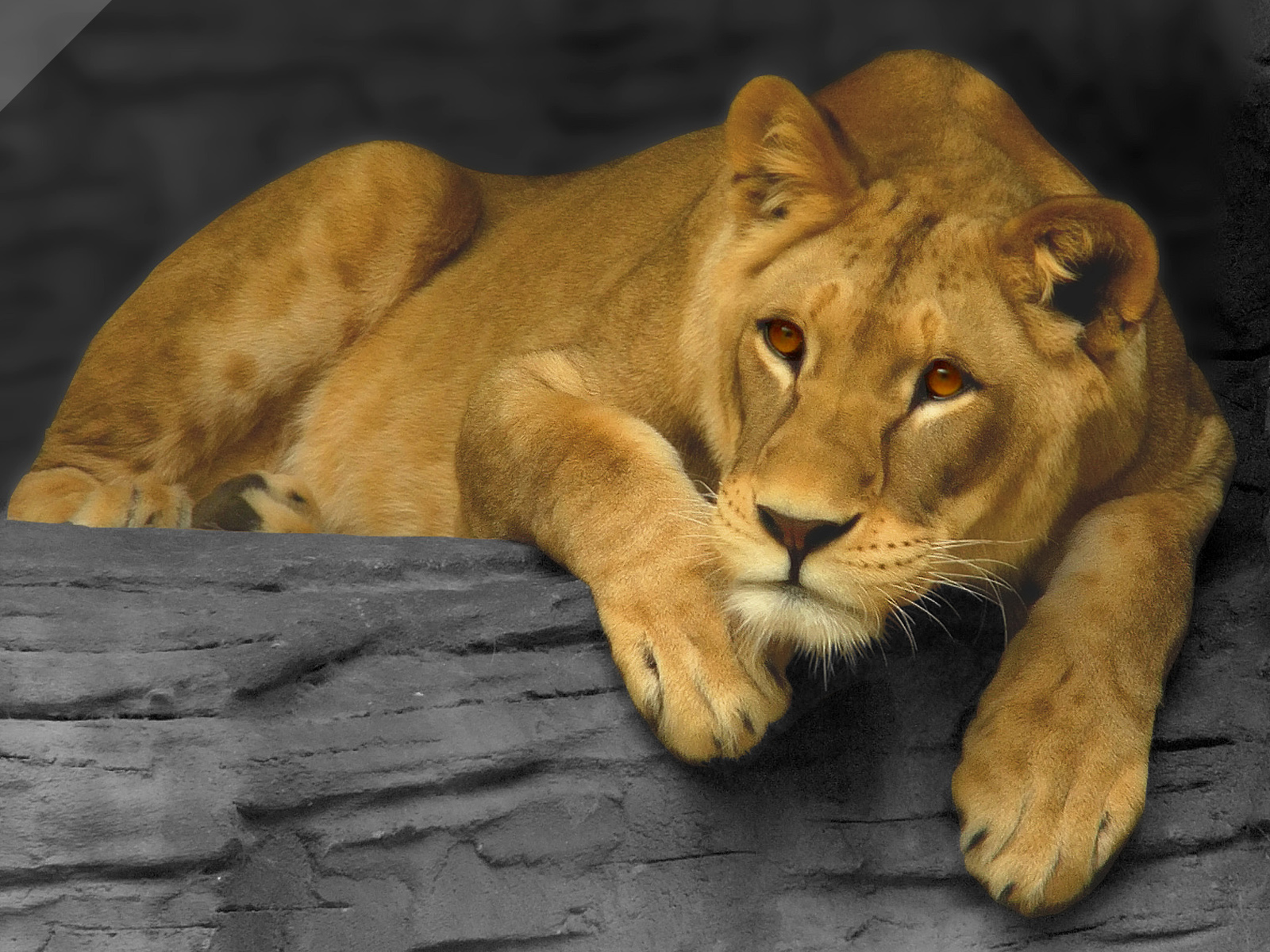
Lvice v olomoucké zoo na Svatém kopečku.

### Historický areál
V období pleistocénu byli lvi hojně rozšířeni na všech kontinentech včetně Ameriky. K velkým změnám došlo koncem poslední doby ledové kolem roku 10 000 př. n. l. Lvi v této době vymizeli z Ameriky a velkých části Evropy i Asie. V Evropě byli poslední lvi vyhubeni kolem roku 100 n. l. Do té doby přežívali v malých populacích na Pyrenejském, Apeninském a především Balkánském poloostrově. Podle Hérodota byli lvi kolem roku 480 př. n. l. v Řecku poměrně běžní, uvádí, že napadali velbloudy ze zásobovacích kolon perského krále Xerxa I. během jeho válečného tažení. Aristoteles v roce 300 př. n. l. již lvy na území Řecka považuje za vzácné. Na Kavkaze je doložen výskyt lva ještě v 10. století. V Palestině byli lvi vyhubeni již ve středověku. S masivním rozšířením střelných zbraní v průběhu 18. století vymizel lev z velké části svého asijského areálu. Na přelomu 19. a 20. století vymřeli lvi také v severní Africe. V Íránu byl poslední živý lev spatřen v roce 1941. Poslední eurasijští lvi (poddruh Panthera leo persica) dnes žijí v severozápadní Indii. V Africe na jih od Sahary je lev stále ještě poměrně hojný.

### Současný výskyt
Dnes žije naprostá většina divokých lvů v Africe, malá populace asijských lvů přežívá v indickém státě Gudžarát.

#### Asie
Lev byl vyhuben na většině území svého původního areálu. Dnes žijí asijští lvi pouze na území národního parku Gir Forest v severozápadní Indii. Na území o rozloze 1412 km² v lesnatém státě Gudžarát žije zhruba 650 lvů. Jejich stavy zůstávají stabilní.

#### Afrika
V dnešní době žije nejvíce lvů ve východní a jižní Africe, avšak jejich stavy se rychle snižují. V roce 2015 byla africká lví populace odhadována na cca 23 000 kusů žijících v divočině (jde sice o nejmenší možný počet, nicméně pravděpodobnější odhad-maximální počet je 39 000). V 90. letech 20. století byl stav populace odhadován na 100 000 jedinců. Stále se zvyšující kontakt s lidmi je pokládán za hlavní důvod, který vede ke snižování jejich stavů. Zbylé populace od sebe bývají geograficky izolovány, což může vést k tzv. inbreedingu – potlačení dalšího rozvíjení genofondu. Lev patří do velké pětky afrických zvířat.

## Potrava a lov

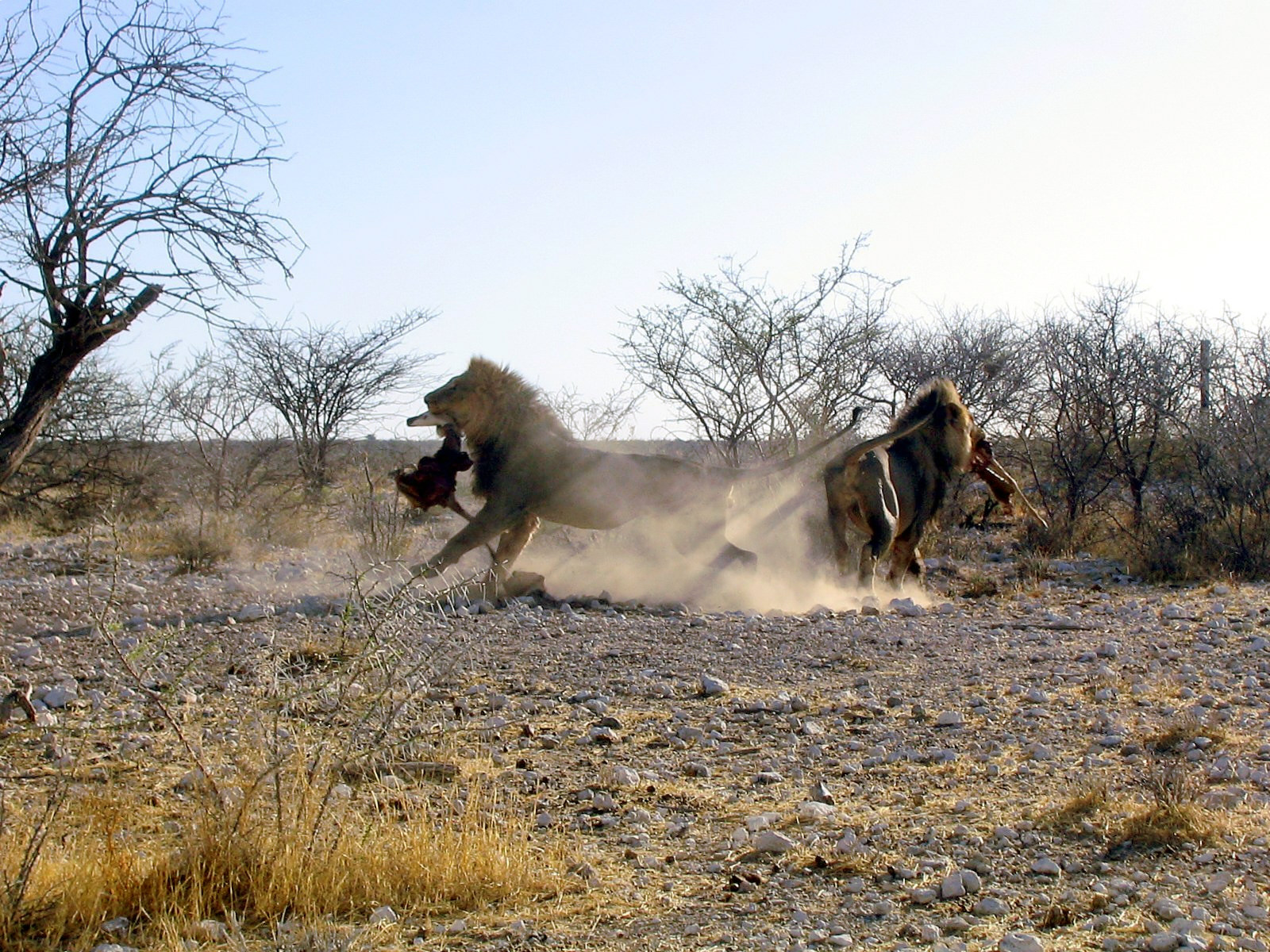
Lvi v Etoshském národním parku bojují o potravu

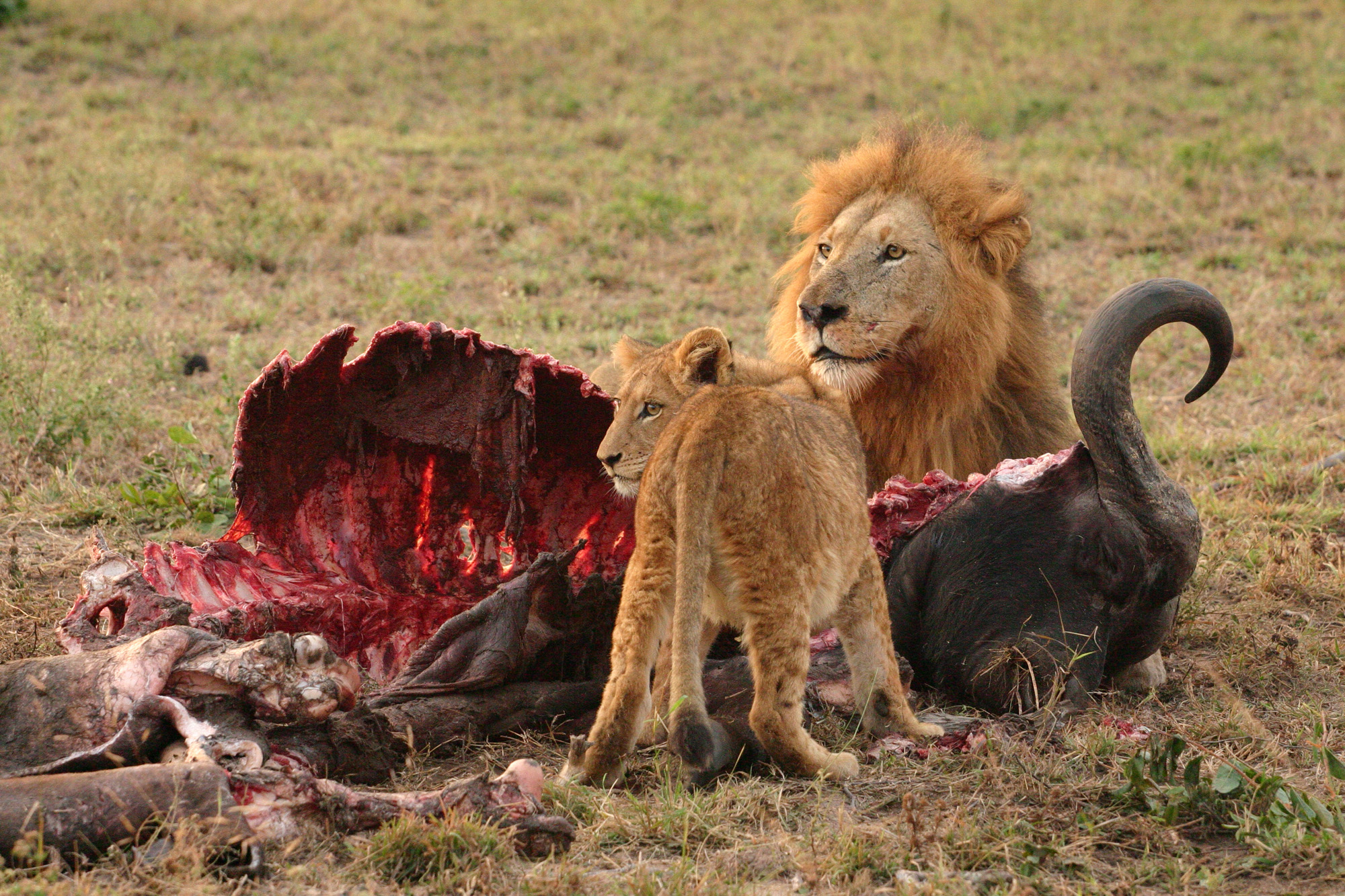
Lev a mládě požírající buvola afrického

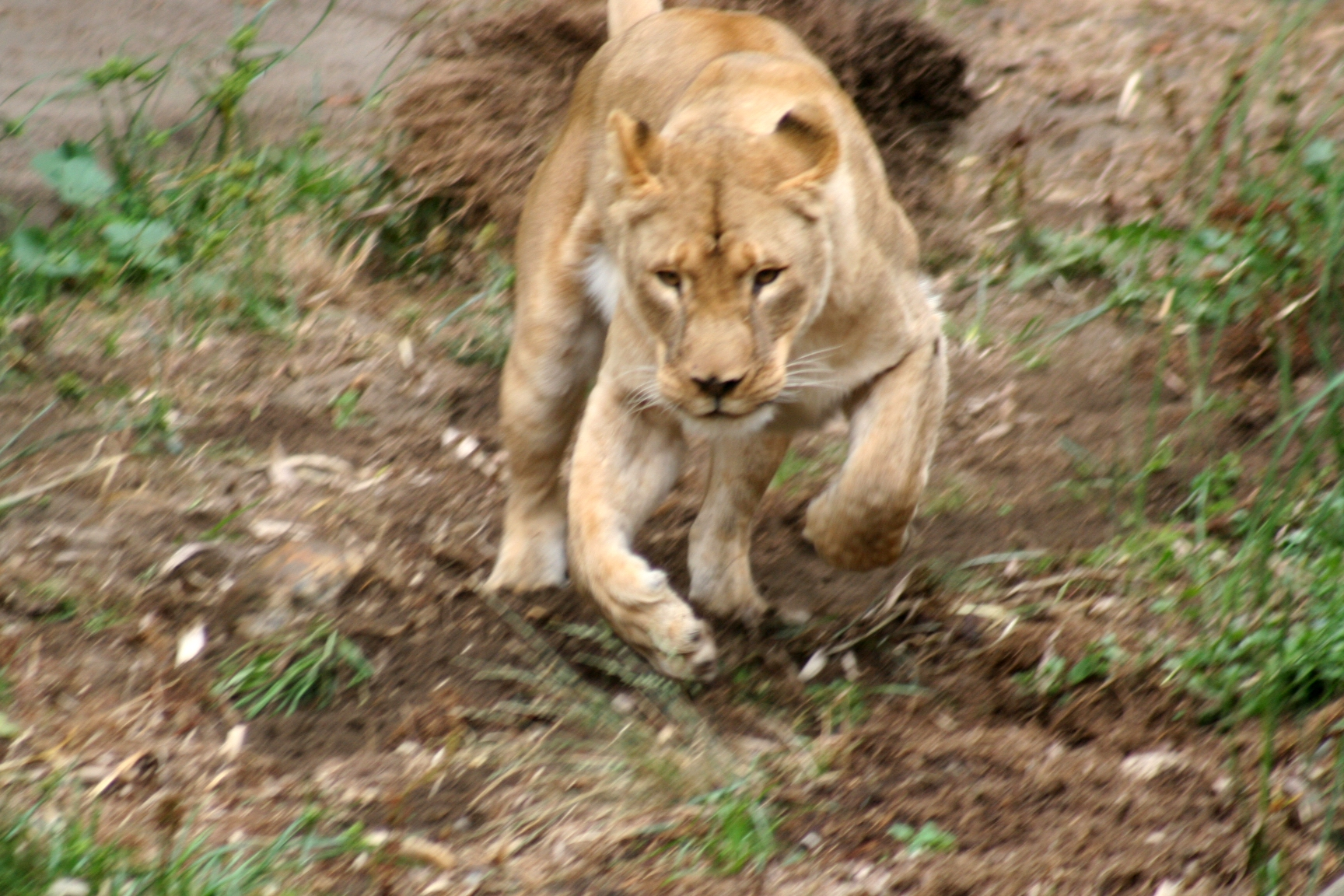
Nejčastěji loví lvice

Lvi loví ve smečkách. Jejich kořistí se stávají hlavně větší savci, jako jsou antilopy, pakoně, buvoli, zebry, v Indii pak především jeleni, ale také menší zvířata – zajíci a ptáci. Nepohrdnou ani zdechlinami zvířat, která usmrtila jiná zvířata, jako hyeny, levharti, gepardi a psovité šelmy. V některých lokalitách se lvi začali orientovat na pro ně jinak nezvyklou kořist, sloní mláďata, která loví v území řeky Savuti, a také v Linyanti, kde se naučili lovit hrochy (Savuti a Linyanti jsou řeky národního parku Chobe v Botswaně). Jsou známy případy, kdy extrémní hlad dovedl lva až k usmrcení mladých slonů, časem začali napadat i dospělejší slony a příležitostně také dospělé jedince. V příhodné situaci a při správně koordinovaném lovu dokážou skolit i nejvyššího žijícího suchozemského tvora, žirafu. V tomto případě je na místě nezištná pomoc statného samce, s kterým dostanou velkého býložravce na zem a zde jej už snadno usmrtí.
Lvíčata se učí lovit už ve třech měsících, ale většinou se nestanou úspěšnými lovci před dosažením druhého roku života. Lvi podle některých zdrojů vyvinou rychlost až 80 km/h, seriózní vědecké publikace udávají do 59 km/h. Jako téměř všechny kočkovité šelmy postrádají vytrvalost. Proto se nejdříve musí za svou kořistí plížit alespoň do vzdálenosti 30 metrů. Obvykle někteří lvi spolupracují a snaží se obklíčit stádo z několika míst. Jejich útok je rychlý a smrtící, lvice se snaží dohnat kořist rychlým sprintem a výpadem s vytaženými drápy, dlouhé skoky na oběť jsou mýtus. Kořist většinou usmrtí zastavením přívodu krve do mozku, stiskem na hrdle nebo u menší kořisti zlomením vazu tlapou. Lvi loví na otevřeném prostranství, kde mohou být lehce zpozorováni, týmová práce ve smečce zvyšuje úspěšnost lovu. Smečka také pomáhá při ubránění již ulovené kořisti před ostatními predátory, například hyenami (ty mohou zdechlinu ucítit i na vzdálenost několika kilometrů).
Viditelně loví jen lvice, ale pravdou je, že i samci loví docela aktivně. Mají ovšem rozdílnou strategii než lvice. Lvi loví sami, nemají potřebu spolupracovat, jelikož pokud už jdou na lov, loví za šera až tmy. Jakožto šelma kočkovitá mají lvi velice dobrý zrak, který jim pomáhá v temnotě. Obvykle se potichu připlíží ke kořisti proti větru a z 1,5–2metrové vzdálenosti skočí na kořist. Kořist usmrcují lvi i lvice stejným způsobem. Samci se ve smečce většinou nepodílejí na lovu, ale pokud se smečka snaží ulovit nějaká větší zvířata, jako jsou buvoli, zapojí se.
Čelistní stisk dospělého lva má úctyhodnou sílu asi 1300 newtonů (což je ale podstatně méně než u krokodýlů nebo například obřího dravého dinosaura druhu Tyrannosaurus rex, u něhož činil asi 60 000 newtonů).

## Sociální chování
Lvi jsou masožraví a projevují dva typy společenského uspořádání. Někteří jsou součástí smečky, která se skládá z příbuzných samic, jejich mláďat a skupiny jednoho až čtyř samců (tzv. koalice), kteří se páří s dospělými samicemi. Další skupinou jsou nomádi, což jsou samotáři, někdy i jedinci žijící v páru. Některé smečky se nazývají kočovné. Tyto smečky jsou zvláštní tím, že za své teritorium pokládají nějaké stádo býložravců (např. stádo buvolů, pakoňů atd.), se kterými putují. Domácí smečky z toho často nejsou nadšeny a tak občas dochází k střetům.
Protože jsou samice lehčí a menší, jsou hbitější a rychlejší než samci, proto se na lovu podílejí největší měrou, občas se však k lovu přidá i samec, a to když je kořist příliš velká a samice ji nedokáží se svou vahou skolit. Samec využívá svou sílu a velikost především pro ochranu teritoria a střežení ulovené kořisti (díky tomu mají samci nárok na ulovenou potravu). Odpočívající lvi si mezi sebou vzájemně projevují náklonnost, hladí se, čistí si srst a drbou se. Když ale dojde na jídlo, je tu každý sám za sebe s jediným cílem – urvat co největší kus. Handrkování a boje jsou při pojídání kořisti na denním pořádku. Většinou nejdříve žerou samci a poté samice se lvíčaty, pokud ve smečce lev chybí (což se může stát) jedí pouze samice s lvíčaty. Samci většinou jsou u skolené kořisti nejagresivnější.
Samci i samice se poté snaží ochránit svou ulovenou kořist před jinými predátory a mrchožrouty. Někteří individuálněji založení lvi se dokonce snaží vést hlavní úlohu v ochraně kořisti, když se ostatní členové smečky s požíráním loudají.
Obyčejně lví samci netolerují samce z jiných teritorií a samice nesnesou přítomnost jiné, cizí samice.
Většinu času svého života tráví odpočíváním, a to až 20 hodin denně. Lvi loví většinou v noci. Kořist vidí hůře a tak se k ní může smečka lépe přiblížit. Lvi mají skvělý sluch, díky němuž dokáží rozpoznat kde zrovna běží stádo a nebo vyvolený jedinec, jenž jim později poslouží jako večeře. V noci mají lvi jinou taktiku než ve dne. V noci se nemusí krčit v dlouhé trávě, protože je kořist nevidí. Jen potichu našlapují a jsou mnohem rychlejší než ve dne. Lvi často loví vysokou mohutnou a v zásadě pomalejší zvěř, kterou lehce dohoní. Skolí jí tím, že se na ní zavěsí (hlavně na záď a boky), a následně, po naprostém vyčerpání kořisti, se zavěsí na krk a rdousí, dokud není jejich cíl mrtvý.
Lvi se nesnášejí s ostatními druhy velkých kočkovitých šelem. Lvi jsou s gepardy a levharty už odpradávna úhlavní nepřátelé. Lvi odhánějí gepardy i levharty od jejich ulovené kořisti, díky jejich početnosti si na ně ostatní druhy moc "nevyskakují". Naopak levharti a gepardi zabíjejí lvíčata, stejně tak lvi gepardům a levhartům jejich mláďata. Pokud lvi najdou na svém území jinou velkou kočkovitou šelmu, která se zrovna nemá kam utéct, zabíjí ji. Je to preventivní opatření, aby lvi měli dostatek potravy a nemuseli se bát o svá mláďata.
Lvi dokážou vyvinout řev o hlasitosti až kolem 114 decibelů, tento zvuk se může šířit až na vzdálenost zhruba 8 kilometrů.

## Rozmnožování

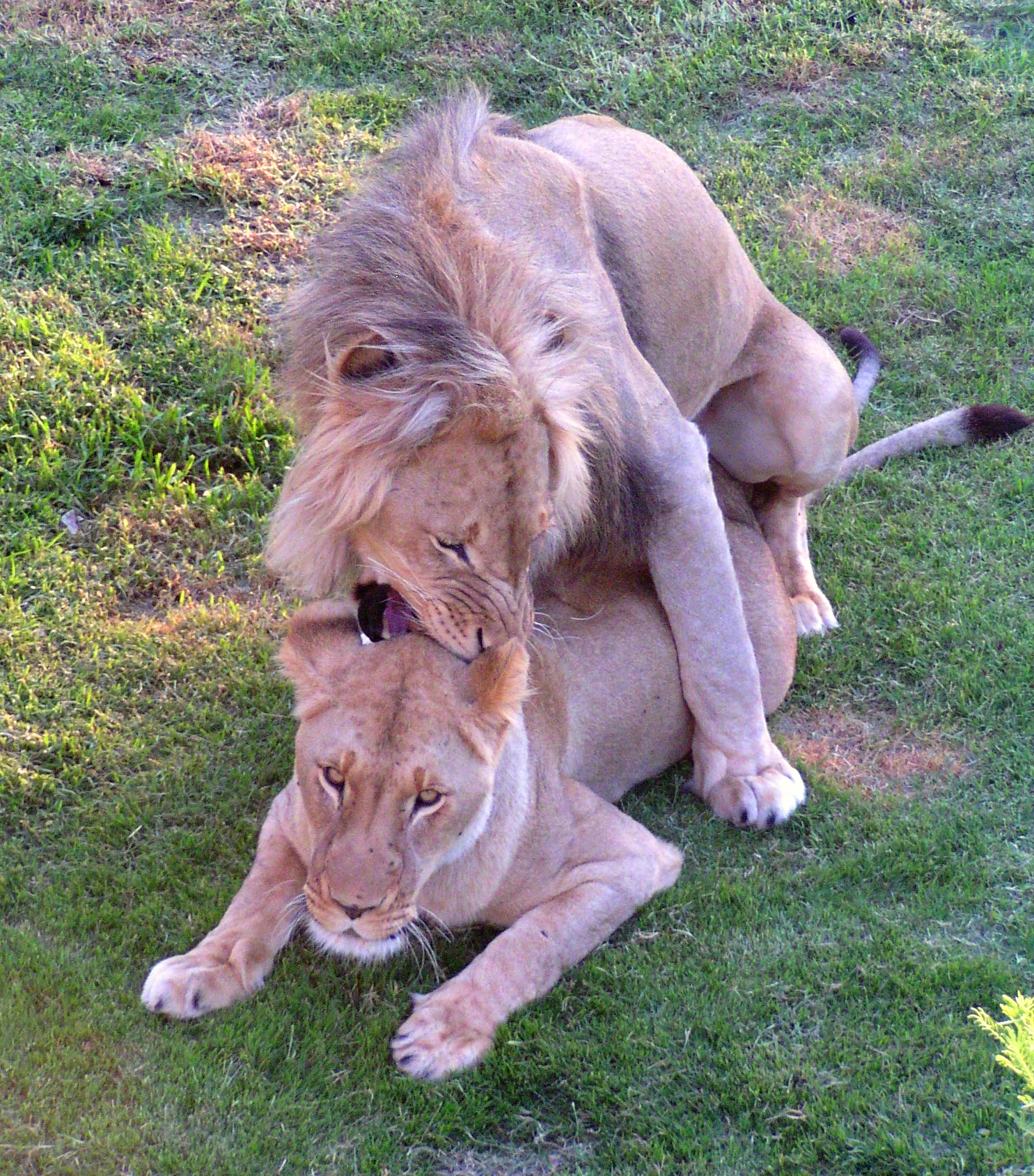
Pářící se lvi

Lvi se páří v jakémkoliv roční období, samice mívají estrální cykly. V průběhu souboje, který páření doprovází a který může trvat i několik dní, kopuluje pár pravidelně 20× až 40× denně. V tomto období také zřídka pořádají větší lovy. V zajetí se lvi rozmnožují velice dobře.
Březost samice trvá 100–120 dní, poté porodí 1 až 4 mláďata. Samice ve smečce se snaží rozmnožovat ve stejnou dobu, takže se mohou vzájemně starat o krmení a chování mláďat. Lvíčata jsou odstavena po šesti až sedmi měsících. Až 80 % mláďat se nedožije ani dvou let, jsou neustále ohrožována ostatními predátory a hladem. Stává se, že když do smečky přijdou lvíčata brzy, jejich starší bratři a sestry si s nimi začnou „hrát“ a při tom jim ublíží. Starší lvíčata je berou skoro jako takovou hračku, s kterou si mohou hrát, jak se jim zlíbí, a jedno, co se s tou „hračkou“ stane, lvíčata tak většinou umřou. Lvíčata mají mnoho nepřátel. Nejnebezpečnější je hyena, ale také levhart, gepard a psi hyenovití. Lvíčata jsou skvrnitá, jejich srst je maskuje. S postupem věku skvrny mizí a později začíná mladým samcům vyrůstat hříva, která samce chrání před zraněním v soubojích.
Když pohlavně dospějí mladí samci ve smečce, hlavní lev je vyžene, a pokud by se někdy jen pokusili vrátit, hlavní lev je nepřijme, a buď je znovu násilím vyžene nebo rovnou zabije. Lvice povětšinou zůstávají ve smečce, pokud se tedy neoddělí a nenajdou si partnera. Potulní mladí lvi přežívají sami nebo v malých koalicích (až čtyři členové), ve kterých po čtyři léta dospívají a loví si sami. Kolem čtyř let si začínají hledat lví samičku a smečku. Buď odlákají nějakou samici z jiné smečky k sobě a novou smečku založí, nebo nějakou smečku převezmou tím, že přemohou hlavního lva. Málo z těchto samců se však dožije více než čtyř let. Buď zahynou hlady a nebo se postaví samci, který je silnější než oni sami. Když nějaký lev přemůže hlavního samce, zabije lvíčata, aby se lvice opět dostaly do říje a noví nástupci mohli rozšířit potomstvo vlastní krve. Díky tomuto postupu umírají slabí lvi a lvíčata slabších lvů, tím se zvyšuje počet přeživších silných lvů.
Samice se často snaží uchránit svá mláďata před cizím lvím samcem, ovšem jen málokdy úspěšně. Samec většinou nejdříve zabije mláďata, která jsou mladší dvou let a jejichž matky jsou příliš slabé na to, aby je ochránily. Samice uspějí většinou tehdy, jsou-li alespoň čtyři proti jednomu lvímu samci.
Samci pohlavně dospívají kolem věku dvou let a stávají se schopnými převzít vládu nad jinou smečkou ve věku 4 až 5 let. Stárnou a slábnou přibližně v 8 letech. Tento věk poskytuje jen malou naději pro narození a dospívání vlastního potomstva. Samci se musí začít rozmnožovat hned, jak se dostanou do smečky.
Pozorovatelé zjistili, že obě pohlaví mohou vykazovat znaky homosexuality[zdroj?]. Lví samci spolu vytvářejí pouto, vzájemně se o sebe starají a tisknou se k sobě. Samičí homosexualita byla pozorována pouze v zajetí.

## Fyziologická charakteristika
Samci, dobře rozpoznatelní podle hřívy, mohou vážit 150–250 kg; samci vážící přes 200 kg jsou však poměrně vzácní. Dospělí lví samci tedy váží průměrně asi 180 kg. Samice dosahují hmotnosti 90–165 kg, zcela výjimečně i nepatrně více. Největší africký lev držený v zajetí vážil 366 kg, jednalo se však o obézního jedince.
Samci dosahují délky 170–250 cm. Samice asi 140–175 cm. Ocas měří 70–100 cm a je zakončen střapcem, který v sobě ukrývá přibližně 5 mm dlouhý bodec. V divočině se lvi dožívají až 15 let, v zajetí to může být až o deset let více.
Kožich bývá zbarven různě – od světle žluté přes načervenalou až po tmavě hnědou. Hříva samců bývá světle žlutá až černá. Břišní partie bývají světlejší, střapec na ocasu je vždy černý.

## Hříva

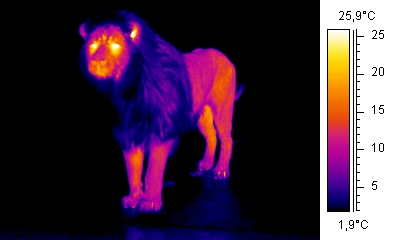
Termografický snímek zachycující lva v zimním období

Dříve se vědci domnívali, že se podle barvy, tvaru a hustoty hřívy daly jednotlivé poddruhy odlišit, ale opak je pravdou, barva a velikost závisí hlavně na prostředí, ve kterém lev žije. Lvi, kteří žijí v prostředí s nižší teplotou (např. evropské a severoamerické zoo) mají hřívu hustější a většinou tmavěji zbarvenou. V národním parku Tsavo v Keni a v Senegalu žilo několik samců lva bez hřívy. Absence hřívy může být způsobena jak klimatickými podmínkami, tak také sexuálním dospíváním, které souvisí s produkcí testosteronu. Vykastrovaní lvi mívají hřívy menší. Velká hříva může být u lva také znakem genetického a fyzického zdraví, také mu poskytuje jistou ochranu při soubojích. Na druhou stranu se však lev více zahřívá. U některých poddruhů dávají samice přednost lvu s velkou a hustou hřívou, která bývá znakem dobré plodnosti. Je také možné, že při páření se samci s větší a tmavší hřívou jsou více aktivní, avšak tato skutečnost nebyla vědecky potvrzena.

## Historický vývoj
Nejstarší fosilní nálezy kočky připomínající lva jsou známy z Tanzanie, stáří je odhadováno na 3,5 milionu let. Někteří vědci se domnívají, že šlo o původní druh lva, avšak většina se shodla na tom, že jde pouze o šelmu lvu podobnou. Nejstarší známé nálezy druhu Panthera leo byly nalezeny v Africe a jejich stáří je odhadováno na 700 000 let. Panthera leo se poprvé objevil v Evropě před 300 000 lety v Itálii jako poddruh Panthera leo fossilis. Z tohoto nálezu je také odvozený poddruh Panthera leo speleae – lev jeskynní, který se také začal objevovat před 300 000 lety. V období pleistocénu se lvi rozšířili také na území Severní a Jižní Ameriky a vznikl nový poddruh Panthera leo atrox – lev americký.
V severní Eurasii a Americe byli lvi běžní, vymřeli po skončení poslední doby ledové – asi před 10 000 lety.

## Poddruhy

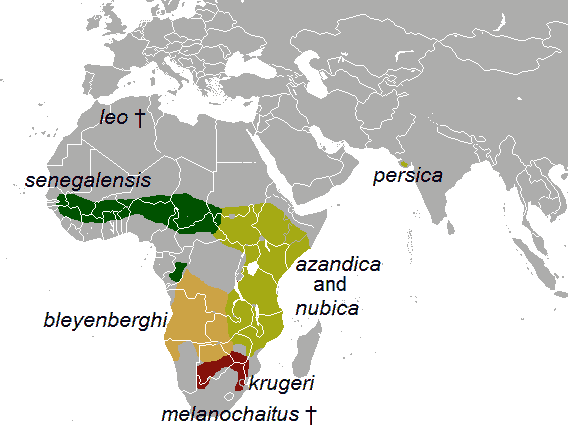
Areál rozšíření obecně uznávaných poddruhů lva na konci 20. století

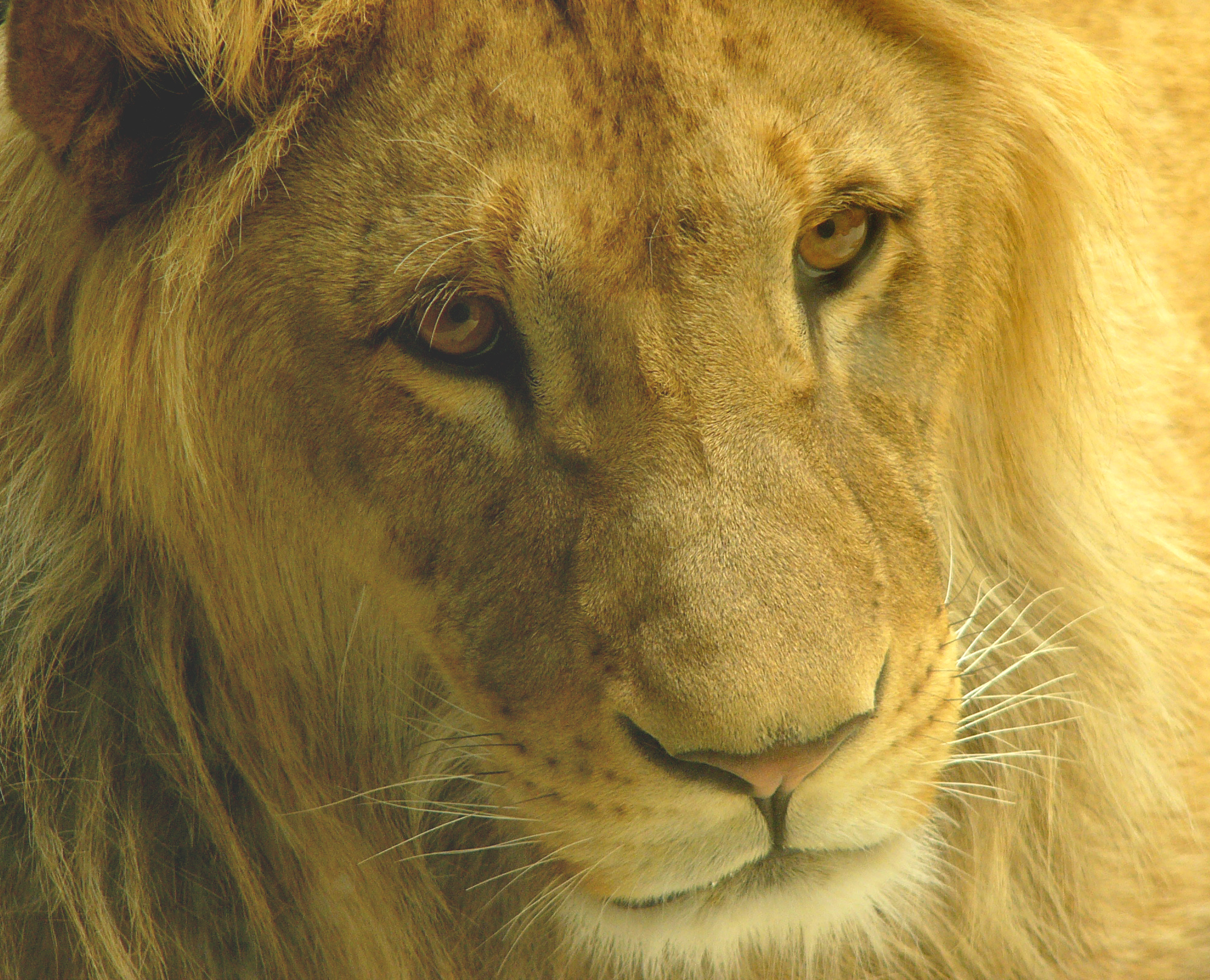
Lev berberský v olomoucké zoo

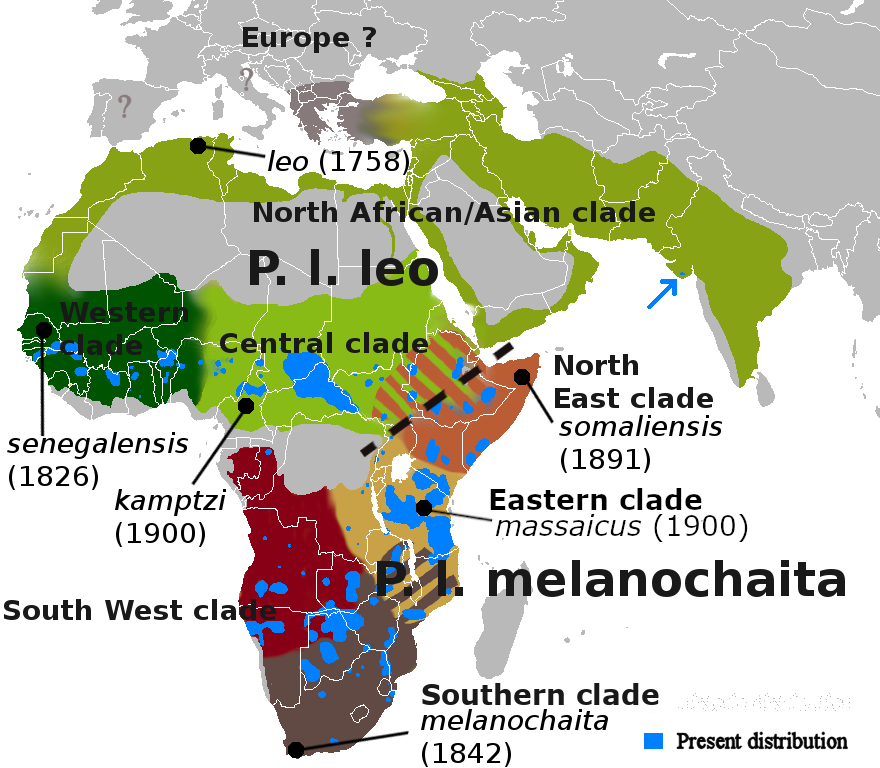
Mapa rozšíření poddruhů a forem lva na základě nové taxonomie (2018)

Donedávna bylo rozneznáváno okolo deseti poddruhů lva. Rozdíly mezi nimi však nebyly výrazné jak po stránce morfologické, tak z hlediska molekulárních znaků. Někteří autoři proto považovali lva za monotypický druh. Rozsáhlá taxonomická revize čeledi kočkovitých (Felidae) z roku 2017 provedená pod záštitou IUCN považuje dříve rozlišované subspecie za regionální morfotypy a rozděluje druh pouze do dvou recentních poddruhů Panthera leo melanochaita (jih a východ Afriky) a Panthera leo leo (střed a sever Afriky + Indie).

### Dříve
- Lev severokonžský (Panthera leo azandica)
- Lev jihokonžský (Panthera leo bleyenberghi) [zdroj?]
- Lev jihoafrický (Panthera leo krugeri)[zdroj?]
- Lev berberský (Panthera leo leo)[zdroj?]
- Lev kapský † (Panthera leo melanochaita) - vyhuben: 1860[zdroj?]
- lev masajský (Panthera leo massaica)[zdroj?]
- lev senegalský (Panthera leo senegalensis)
- lev indický (Panthera leo goojratensis) - hmotnost: až 200 kg
- lev perský † (Panthera leo persica) - vyhuben: 1942[zdroj?]
- Panthera leo hollisteri
- Panthera leo nyanzae
- lev evropský † (Panthera leo europaea) - vyhuben: 100 n. l., hmotnost: až 200 kg

### Současnost

#### Lev berberský (Panthera leo leo)
Severní poddruh zahrnuje tyto populace dříve označované jako samostatné poddruhy:[zdroj?]
P. l. persica (Meyer, 1826), P. l. senegalensis (Meyer, 1826), P. l. kamptzi (Matschie, 1900) a P. l. azandica (Allen, 1924).

#### Lev kapský (Panthera leo melanochaita)
P. l. massaica (Neumann, 1900), P. l. bleyenberghi (Lönnberg, 1914), P. l. nyanzae (Heller, 1914), P. l. hollisteri (Allen, 1924), P. l. krugeri (Roberts, 1929).

### Pleistocén

#### Panthera leo fossilis
Fosilní poddruh známý z kosterních nálezů v Německu a Itálii. V Evropě byl rozšířen ve středním pleistocénu před 500 000 lety. Podle nové studie jde pravděpodobně pouze o formu druhu Panthera spelaea.

#### Panthera leo sinhaleyus
Údajně obýval Srí Lanku, kde měl být vyhuben zhruba před 39 000 lety. Doložen pouze dvěma nálezy zubů z okolí města Kuruwita.

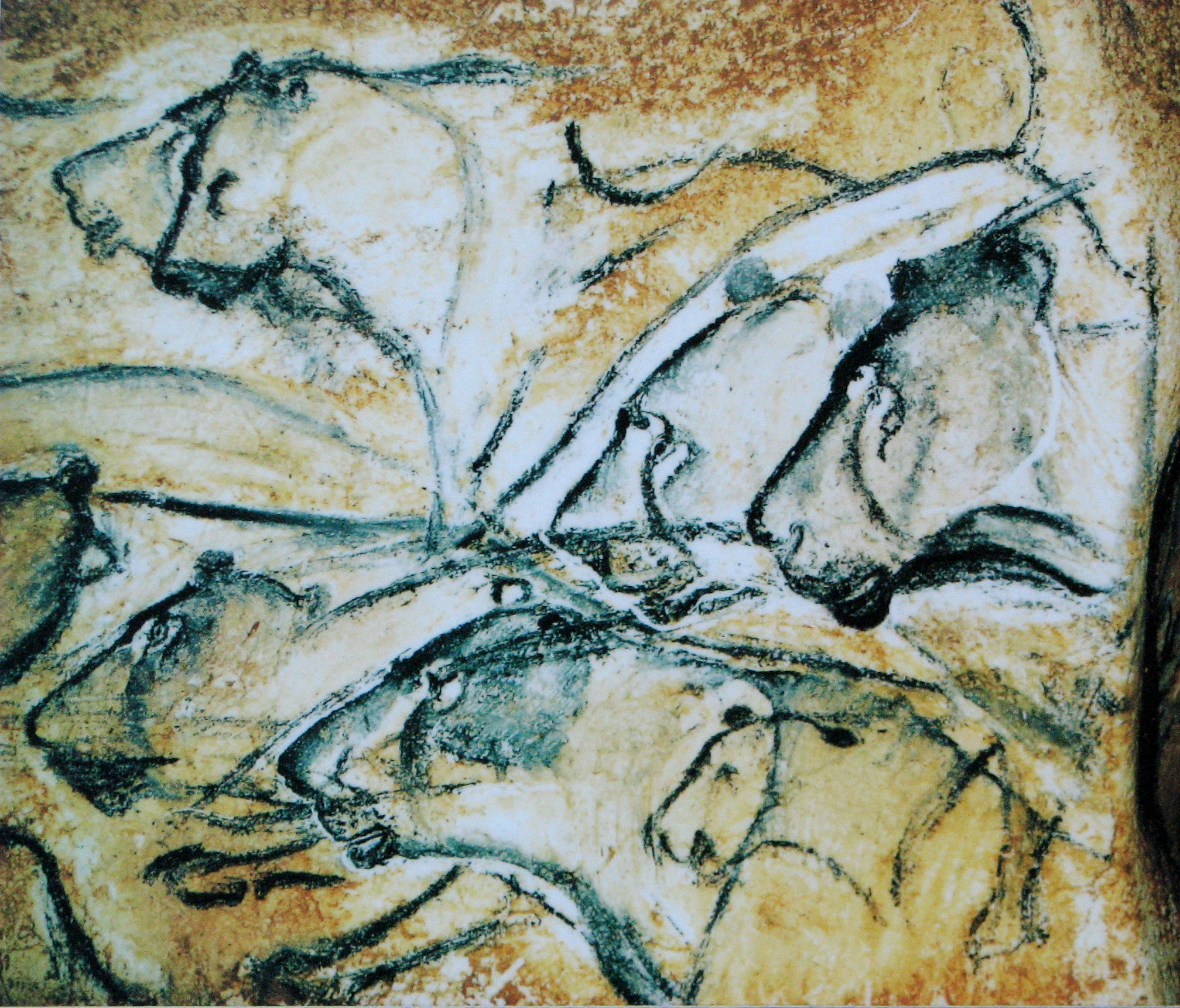
Lvi na jeskynní malbě v Chauvetově jeskyni ve Francii

### Nejasný status
Dříve byly za poddruhy lva považovány také dnes samostatné fosilní druhy:

#### Lev jeskynní (Panthera spelaea)
Obýval Eurasii v období před 300 000 – 10 000 lety.Poddruh je známý kromě fosilních nálezů i z jeskynních maleb, slonovinových řezeb a hliněných sošek pravěkých lidí. Podle nových studií jde o samostatný druh Panthera spelaea, jehož linie se oddělila od Panthera leo již před necelými 2 miliony let.

#### Lev americký (Panthera atrox)
Jeden z nejmohutnějších známých poddruhů, obývající v pleistocénu americký kontinent od Aljašky až po Peru. Vymřel na konci pleistocénu, zhruba před 10 000 lety.

#### Panthera youngi
Známý z fosilních nálezů ze severovýchodní Číny. Obýval tamní oblasti zhruba před 350 000 lety. Jeho postavení v taxonomii je nejasné – bývá označován za samostatný druh, někteří vědci jej však považují za primitivního tygra či levharta nebo za poddruh lva.

#### Lev evropský (Panthera leo europaea)
V minulosti rozšířen na jihu Evropy (Balkánský poloostrov, Apeninský poloostrov, jižní Francie, Pyrenejský poloostrov). S oblibou loven starověkými Řeky a Římany. Vyhuben kolem roku 100 n. l. Jako zvláštní poddruh nepotvrzen, pravděpodobně identický buď se lvem indickým (Panthera leo persica) nebo případně se lvem jeskynním (Panthera leo spelaea).

## Variace

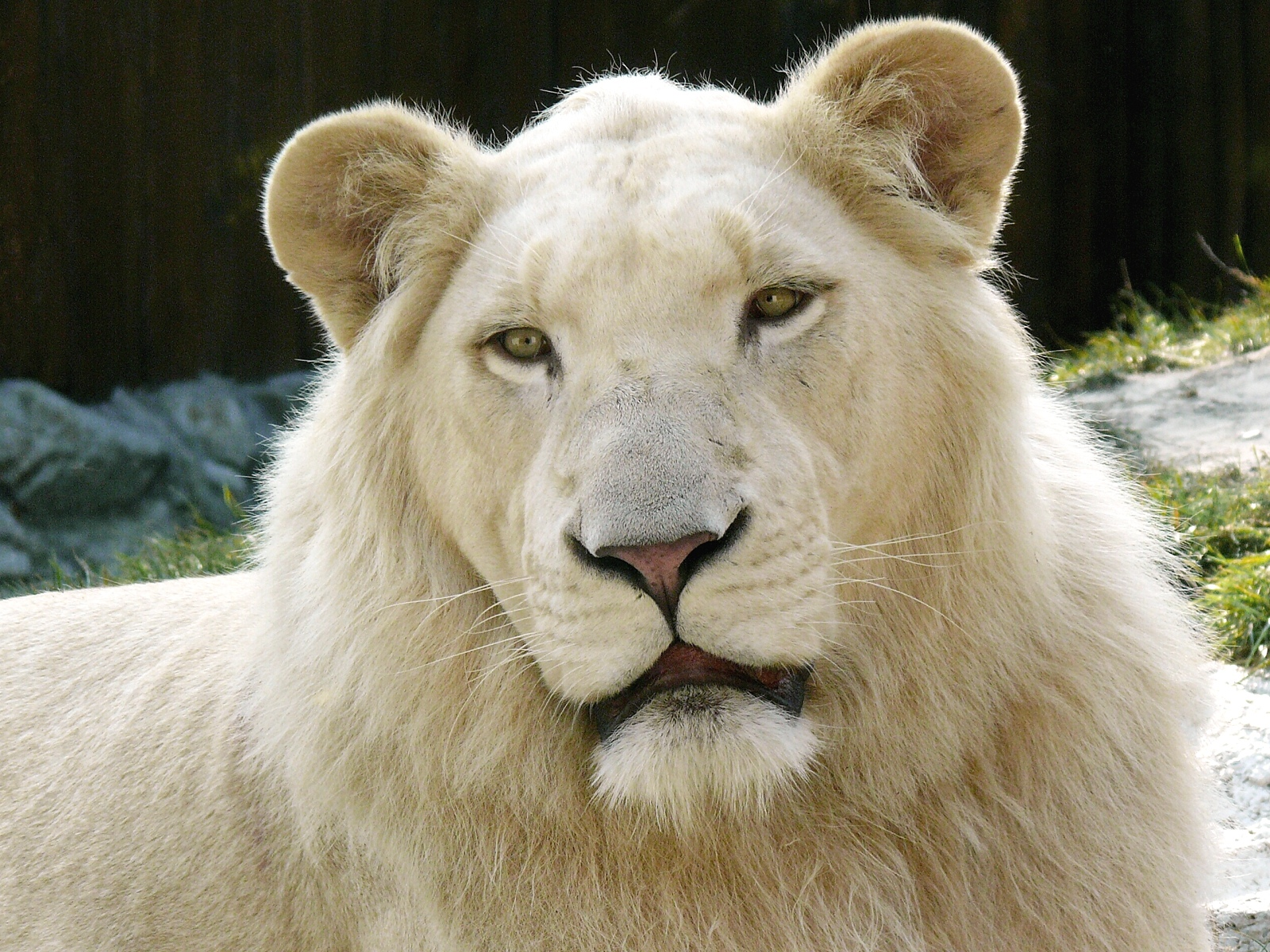
Bílý lev v bratislavské zoo

Několik různých genetických variací lva bylo pozorováno v přírodě, o většinu se však zasloužily zoologické zahrady na celém světě.

### Bílí lvi
Přestože jsou vzácní, jsou občas hlášeni v Timbavati v jižní Africe. Nejde o albíny, jejich neobvyklé zbarvení je dáno recesivním genem. Bílý lev je v nevýhodě při lovu, kvůli zbarvení může totiž být kořistí velice lehce odhalen. Mláďata i dospělí jedinci jsou čistě bílí, ne jako běžní mladí lvi, kteří na sobě mají barevné skvrny.
Bílý (z heraldického hlediska stříbrný) lev je od 12. století českým symbolem.

Malý státní znak ČR

### Kříženci lvů s ostatními velkými kočkami

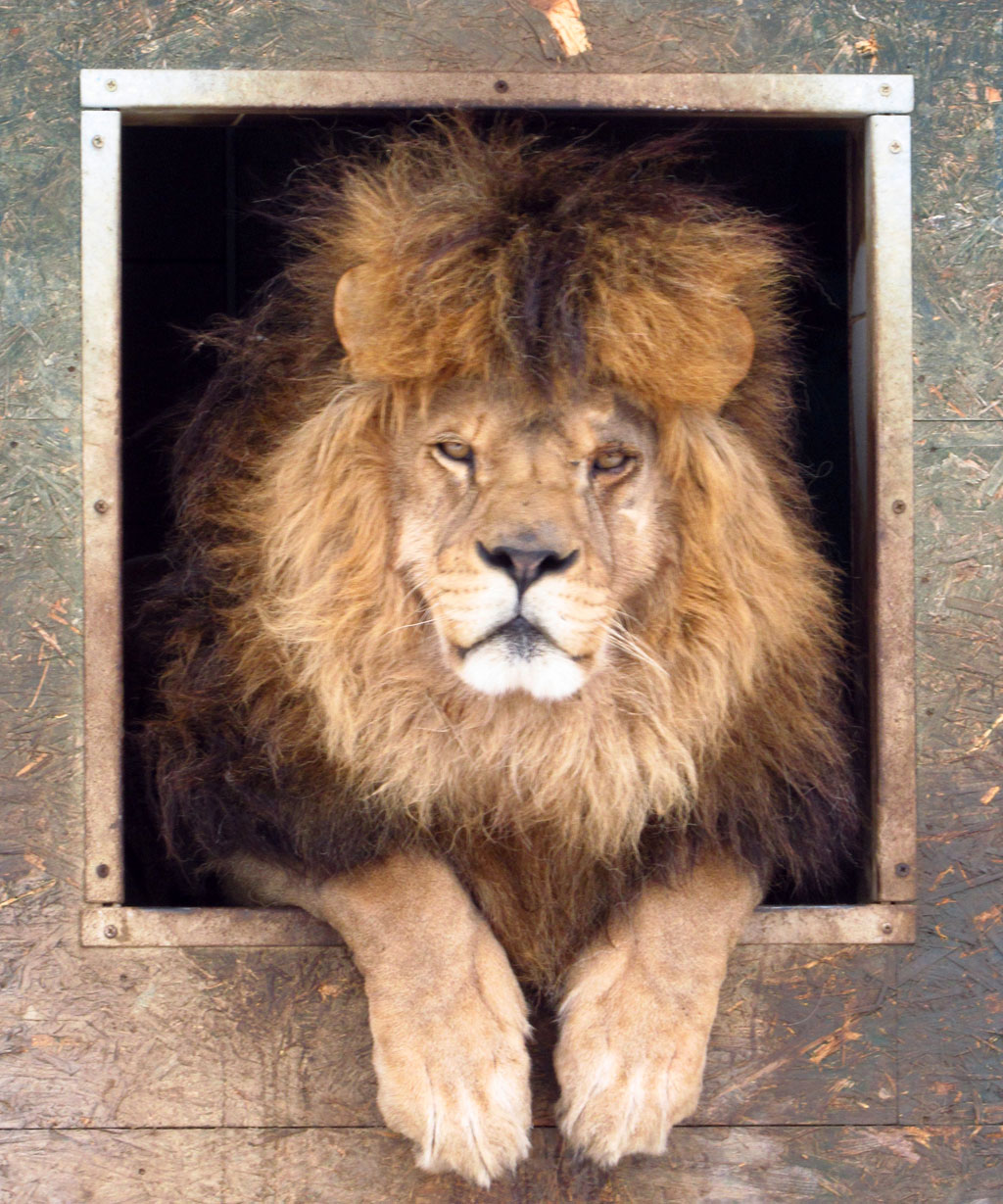
Lev pustinný v Zoo Tábor

Lvi jsou často kříženi s tygry (většinou sibiřským nebo bengálským), vznikají kříženci, kterým se říká ligeři a tigoni (anglické složeniny slov „tiger“ a „lion“ – první část zkratky značí vždy živočišný druh samce, druhá značí druh samice). Lvi byli také kříženi s levharty a jaguáry, tito jedinci se nazývali leoponi a jaglioni.
Liger je kříženec samce lva a tygří samice. Protože jsou ze strany otce i matky potlačeny geny, které zastavují růst v určitém věku, dosahuje liger úctyhodných rozměrů a stává se tak největší kočkovitou šelmou světa. S tygrem sdílí pruhy, které má po celém těle, se lvím samcem je to zase hříva. Ligeří samci nejsou plodní, samice většinou ano. Samci mají 50% šanci že se narodí s hřívou, ale z těchto jedinců opět jen 50% získá hřívu velikostí podobnou hřívě lva.
Méně známou variací je tigon, kříženec tygřího samce a lví samice. U tohoto druhu se uplatnily geny, které potlačují růst, od obou rodičů, takže je tigon menšího vzrůstu. Samci bývají také sterilní.

## Útoky na člověka
Běžně lvi na člověka neútočí, není jejich přirozenou kořistí, avšak někdy je hlad dovede i do blízkosti lidských obydlí a člověk se poté stává snadno dostupnou kořistí. Lvi nejsou tak agresivní jako třeba bengálští tygři nebo levharti, kteří mají na svědomí větší počet lidských obětí. Nejznámější útok na člověka se stal v roce 1898, kdy se v keňské oblasti Tsavo stavěla železnice. Dva bezhříví lvi začali útočit na stavební dělníky pocházející převážně z Indie. Dělníci postavili obranné ploty s pochodněmi, aby se lvi nedostali do tábora, avšak ani ty je nedokázaly zadržet. John Henry Patterson, který vedl stavbu, zkoušel v noci vylézt na strom a lvy zabít, avšak bezúspěšně. Než se lvy podařilo zastřelit, stihli zabít možná až 135 lidí.
Jsou rovněž zaznamenány útoky lvů v zajetí, statisticky na člověka útočí lev v zajetí častěji než ve volné přírodě.

## Ohrožení, ochrana
Lev je zapsán na červeném seznamu IUCN v kategorii zranitelný.

## Lvi v českých zoologických zahradách
V České republice jsou lvi v několika poddruzích zastoupení ve většině zoologických zahrad. Například v Zoo Praha se specializují na chov ohroženého lva indického, v ZOO Zlín na lva konžského a v Zoo Tábor na lva pustinného.